# ジェス・トーマス
ジェス・トーマス（Jess Thomas, 1927年8月4日 - 1993年11月15日）は、アメリカ合衆国のテノール歌手。
歌手としてのデビューは30歳と遅かったものの、ワーグナーを主要レパートリーとする一級のヘルデン・テノールの一人として、バイロイト音楽祭などで活躍した。6フィート（183センチメートル）を超す長身と暗色のカーリーヘアの持ち主であったが、知的な才能と注意深い表現力を持ち合わせており、他のアメリカのテノール歌手よりもオペラの主人公にふさわしい歌手とたたえられた。

## 生涯
ジェス・トーマス、本名ジェス・フロイド・トーマスは1927年8月4日、サウスダコタ州ホットスプリングスに生まれる。父親はウェールズ系アメリカ人であり、家庭は音楽をたしなみとしていた。しかし、トーマスは当初は音楽への道を選ばず、成長後はネブラスカ大学で心理学を専攻し、卒業後はハイスクールに勤務して指導カウンセラーとして数年間勤務した。その後、文学修士を取得するためスタンフォード大学に進学したが、そこでヴェルディの『ファルスタッフ』が上演されることを知って音楽への夢がよみがえり、オットー・シューマンに師事して声楽を学んだ末、『ファルスタッフ』のフェントン役に選ばれることとなった。トーマスはこの時27歳であったが、歌手に転向することを決心した。シューマンの下でさらに3年間研さんに励んだトーマスは、1957年にサンフランシスコ歌劇場でリヒャルト・シュトラウス『ばらの騎士』のためのオーディションを受けて合格し、ファニナルの執事役で正式にデビューした。ヴェルディ『マクベス』のマルコム役を演じたあと、トーマスはさらなる勉学を務めるべくドイツに渡った。
1958年9月、トーマスはカールスルーエの歌劇場と3年契約を結んで専属となった。カールスルーエではワーグナー『ローエングリン』のタイトルロールでデビューし、その他プッチーニ、ヴェルディ、モーツァルトおよびグノーの諸作品にも出演。1960年にはリヒャルト・シュトラウス『ナクソス島のアリアドネ』のバッカス役でミュンヘンにデビューし、翌1961年にはハンス・クナッパーツブッシュ指揮の『パルジファル』のタイトルロールでバイロイト音楽祭、カール・ベーム指揮のヴェルディ『アイーダ』のラダメス役でベルリン・ドイツ・オペラにそれぞれデビューした。1963年11月21日と23日、トーマスは第二次世界大戦での被害から復興したバイエルン国立歌劇場「ナツィオナール・テアーター」の一連の再建記念公演に出演し、21日にはリヒャルト・シュトラウス『影のない女』の皇帝役、23日はワーグナー『ニュルンベルクのマイスタージンガー』のヴァルター・フォン・シュトルツィング役を歌った。『マイスタージンガー』でのヴァルター役は、1962年12月にメトロポリタン歌劇場（メト）でのデビュー時にも歌っており、メトでは主に『タンホイザー』のタイトルロール、ベートーヴェン『フィデリオ』のフロレスタン、サン＝サーンス『サムソンとデリラ』のサムソン、チャイコフスキー『エフゲニー・オネーギン』のレンスキーを持ち役としており、公演のたびにニューヨークに戻っていた。1966年にメトがリンカーン・センターに移転した際には、バーバーがメトのために書いた委嘱作『アントニーとクレオパトラ』でオクタヴィウス役を演じたが、トーマスはこの作品の台本を書いたフランコ・ゼフィレッリから、「作品自体はシェイクスピアの同名作品だが、ここではオクタヴィウスにケネディ家の一員をだぶらせている」ことを教えられる。トーマスはメトに15年間在籍し、95公演で15もの主役を演じた。
この間、ヨーロッパでも1964年と1965年のザルツブルク音楽祭でベーム指揮による『ナクソス島のアリアドネ』バッカス役を演じ、ヘルベルト・フォン・カラヤンによって創設されたザルツブルク復活祭音楽祭にも1969年と1970年に出演し、『ニーベルングの指環』にジークフリート役で出演した。フランスとイギリスにおいてもパリ・オペラ座には1967年に『ワルキューレ』のジークムント役、1972年に『トリスタンとイゾルデ』のトリスタン役で出演し、コヴェント・ガーデンには1969年から1971年の間にトリスタンと『マイスタージンガー』のヴァルターの役で出演した。パリ・オペラ座でジークムントを演じたのと同じ1967年には大阪国際フェスティバルにおけるバイロイト音楽祭公演のため日本を訪問し、ここでもトーマス・シッパーズの指揮によってジークムントを演じた。なお、この時期のトーマスにはヴィーラント・ワーグナーのアイデアによる、「死んだジークムントがジークフリートとしてよみがえる」という演出による『指環』出演（ウィーン国立歌劇場）も企図されていたが、ヴィーラントの急逝で実現しなかった。ジークフリート役は1974年にメトでも演じ、バイロイト音楽祭100年にあたる1976年にもパトリス・シェローの演出による公演で出演したが、この時の出来はメト出演時のものに及ばなかった。
1981年12月9日、当時54歳のトーマスはサンフランシスコ歌劇場音楽監督のクルト・ヘルベルト・アドラーから、当日の『ワルキューレ』でジークムント役を歌う予定のジェームス・キングが声が出なくなって出演できなくなり、代演するよう依頼を受けたトーマスは久しぶりにジークムントを演じることとなり、スコアも見ていなかったものの経験により勘を武器にキングの代わりをこなし、公演翌日のマスコミはトーマスの代演をたたえる記事を書きたてた。翌1982年、トーマスはワシントンD.C.におけるメト引っ越し公演の『パルジファル』にゲスト出演したのを最後に現役を退いた。引退生活ののち、1993年10月11日にサンフランシスコ・ベイエリアのティブロンで亡くなった。66歳没。2人の息子と1人の娘がいる。

## 主なディスコグラフィ・フィルモグラフィ

### スタジオ録音
- ワーグナー『ローエングリン』：エリーザベト・グリュンマー、クリスタ・ルートヴィヒ、ディートリヒ・フィッシャー＝ディースカウ：ルドルフ・ケンペ指揮ウィーン・フィル：1962 / 1963年：EMI Great Recordings of the Century CMS 5 67415-2（CD）[5]
- ワーグナー『ジークフリート』：ゲルハルト・シュトルツェ、ヘルガ・デルネシュ、カール・リーダーブッシュ：カラヤン指揮ベルリン・フィル：1968 / 1969年：DG The Originals 457 790-2（CD）[6]
- リヒャルト・シュトラウス『ナクソス島のアリアドネ』：ヒルデガルド・ヒルブレヒト、タチアナ・トロヤノス、レリ・グリスト、フィッシャー＝ディースカウ：ベーム指揮バイエルン放送交響楽団：1969年：DG Double 463 544-2（CD）[7]

### ライヴ録音
- ワーグナー『パルジファル』：トーマス・ステュワート、ハンス・ホッター、グスタフ・ナイトリンガー：クナッパーツブッシュ指揮：1961年バイロイト音楽祭：Golden Melodram GM 1.0049（CD、2000年）[8]
- ワーグナー『ローエングリン』：アニャ・シリヤ、アストリッド・ヴァルナイ、ラモン・ヴィナイ：ヴォルフガング・サヴァリッシュ指揮：1962年バイロイト音楽祭：Decca 470 592-2（CD）[9]
- ワーグナー『パルジファル』：ジョージ・ロンドン、ホッター、ナイトリンガー：クナッパーツブッシュ指揮：1962年バイロイト音楽祭：Philips PHCP 20371/4（CD）[10]
- ワーグナー『ニュルンベルクのマイスタージンガー』：オットー・ヴィーナー、ホッター、ベンノ・クッシェ、クレア・ワトソン：カイルベルト指揮：1963年11月23日バイエルン国立歌劇場：BMG Eurodisc GD 69008（CD）[11]
- バーバー『アントニーとクレオパトラ』：ジュスティノ・ディアス、レオンタイン・プライス：シッパーズ指揮：1966年9月16日メトロポリタン歌劇場：Premiere (Italy) (unnumbered)（CD-R）[12]
- ワーグナー『タンホイザー』：シリヤ、ヘルマン・プライ：ベリスラフ・クロヴチャール指揮：1967年バイロイト音楽祭：Opera Depot OD 10337-3（CD-R）[13]
- ワーグナー『神々の黄昏』：ギネス・ジョーンズ、リーダーブッシュ、ゾルタン・ケレマン：ピエール・ブーレーズ指揮：1976年バイロイト音楽祭：Audio Encyclopedia AE 203（CD-R）[14]

### フィルモグラフィ
- リヒャルト・シュトラウス『ナクソス島のアリアドネ』：ヒルデガルド・ヒルブレヒト、セーナ・ユリナッチ、レリ・グリスト、パウル・シェフラー：ベーム指揮ウィーン・フィル：1965年ザルツブルク音楽祭：TDK Mediactive DV-CLOPAAN（DVD）[15]

### サイト
- “Obituary: Jess Thomas” (英語). The Independent - People.   The Independent / Elizabeth Forbes. 2013年3月5日閲覧。
- “Jess Thomas, 66, American Tenor Who Specialized in Wagner, Dies” (英語). The New York Times.   The New York Times / Alex Ross. 2013年3月5日閲覧。
- “Jess Thomas biography” (英語). Jess Thomas the Wagnerian tenor.   OoCities.org. 2013年3月5日閲覧。
- Jess Thomas - IMDb（英語）

### 印刷物
- NHK交響楽団 編『NHK交響楽団五十年史』NHK交響楽団、1977年。
- NHK交響楽団（編）「NHK交響楽団全演奏会記録2」『Philharmony』第73巻第2号、NHK交響楽団、2001年。